# Ahmed Abdulla Al Shamisi
Ahmed Abdulla (tên khai sinh Ahmed Abdulla Mohamed Abdulla Al Shamisi) là một cầu thủ bóng đá người Các Tiểu vương quốc Ả Rập Thống nhất thi đấu cho Al-Wasl.
Anh không tham gia Giải vô địch bóng đá các câu lạc bộ châu Á 2010.